# Solenopsis aurea
Solenopsis aurea är en myrart som beskrevs av Wheeler 1906. Solenopsis aurea ingår i släktet eldmyror, och familjen myror. Inga underarter finns listade i Catalogue of Life.

## Bildgalleri

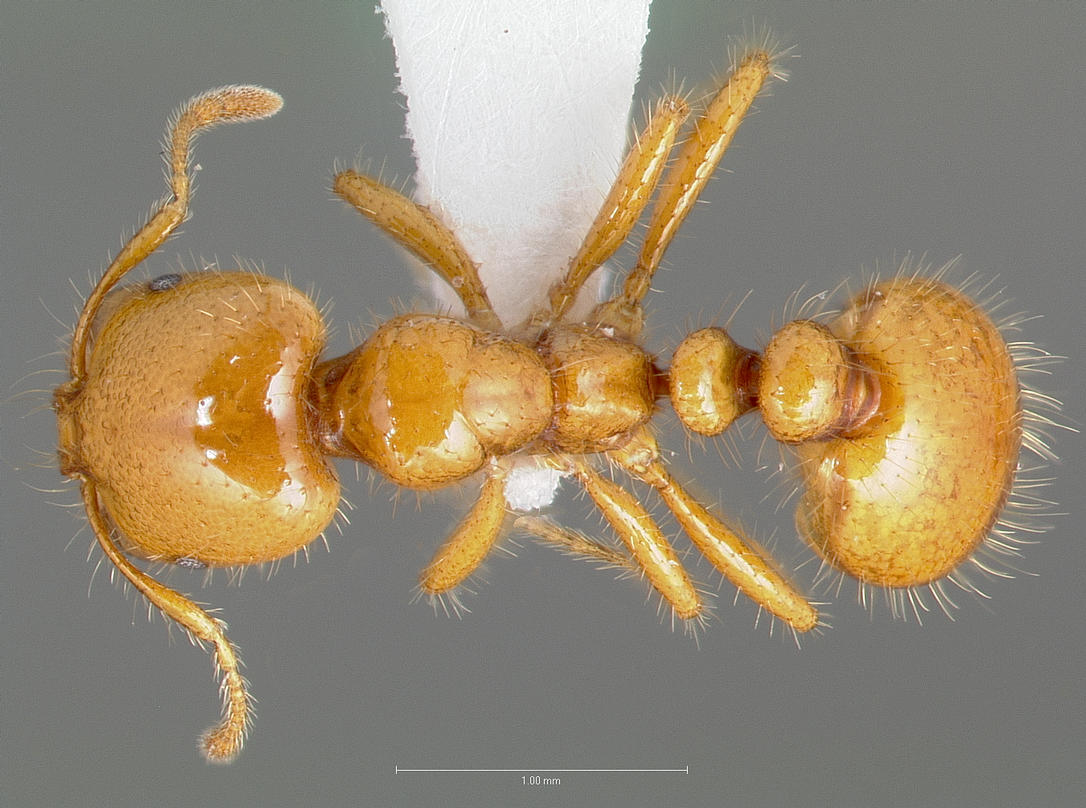
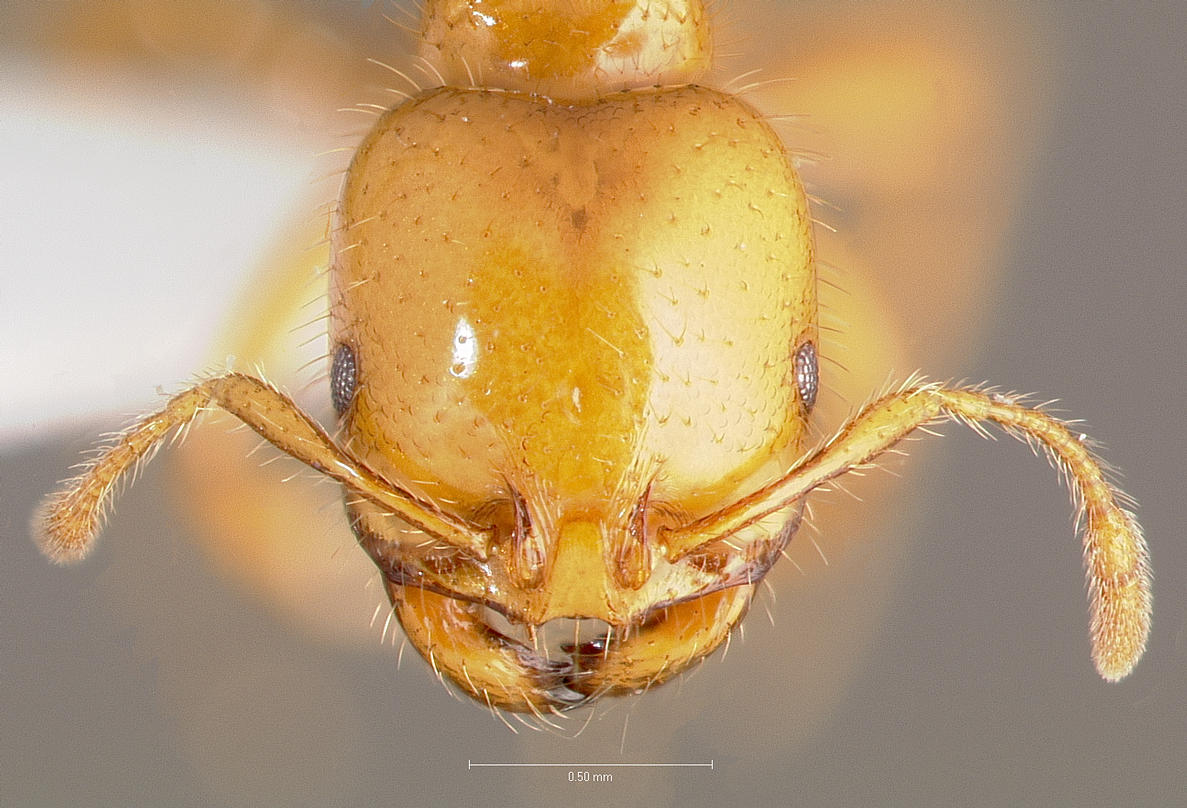
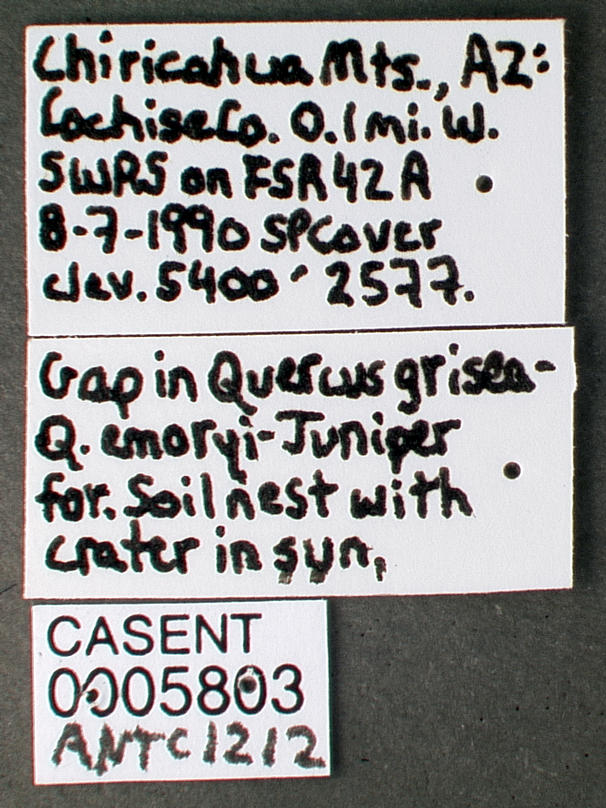
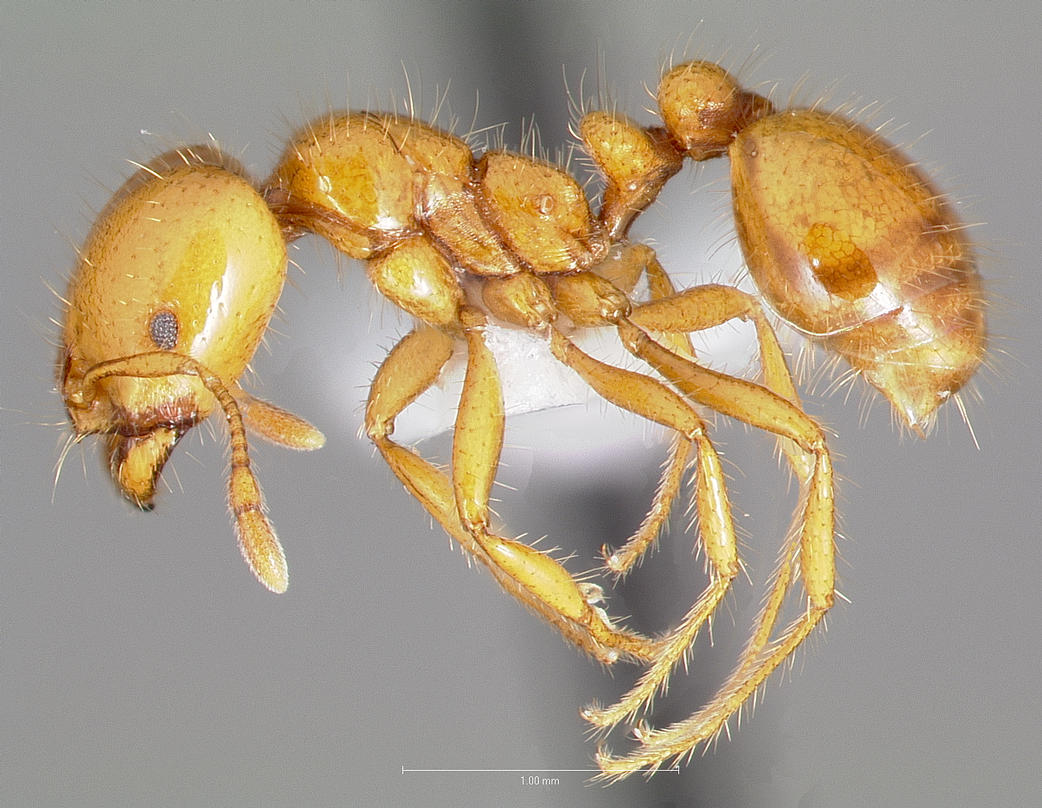
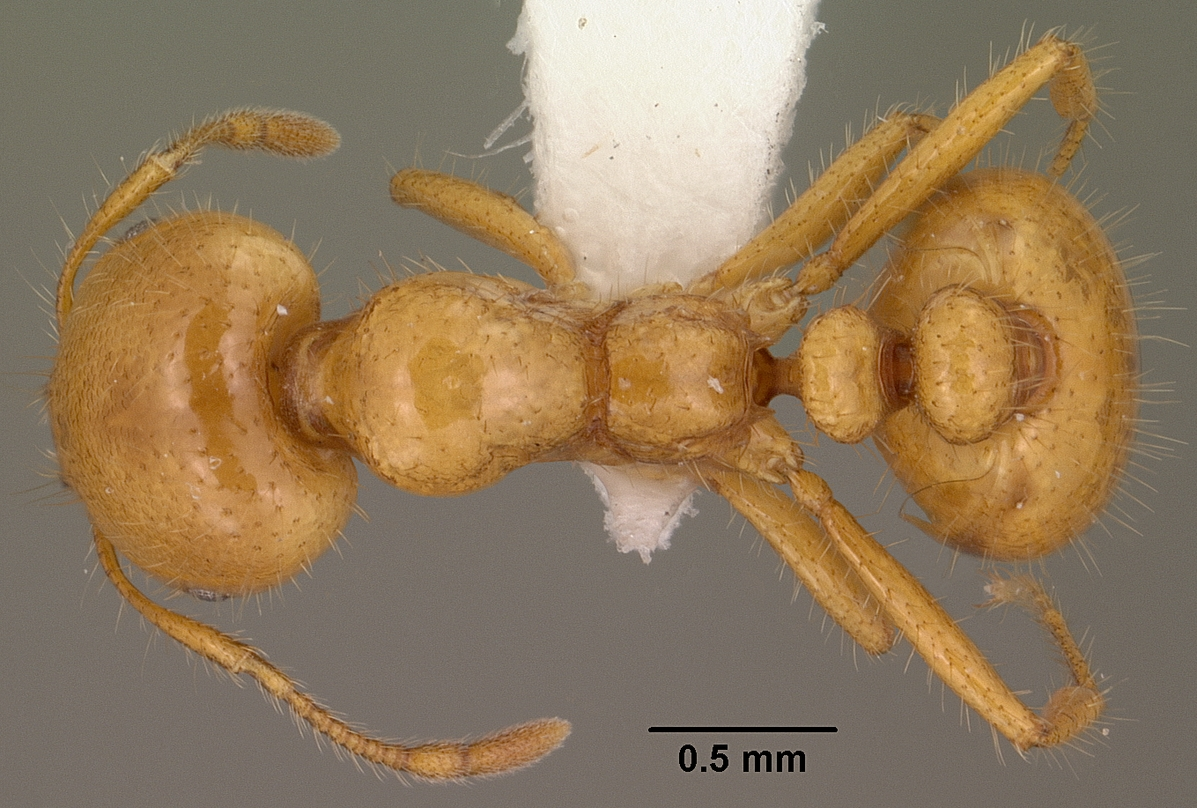
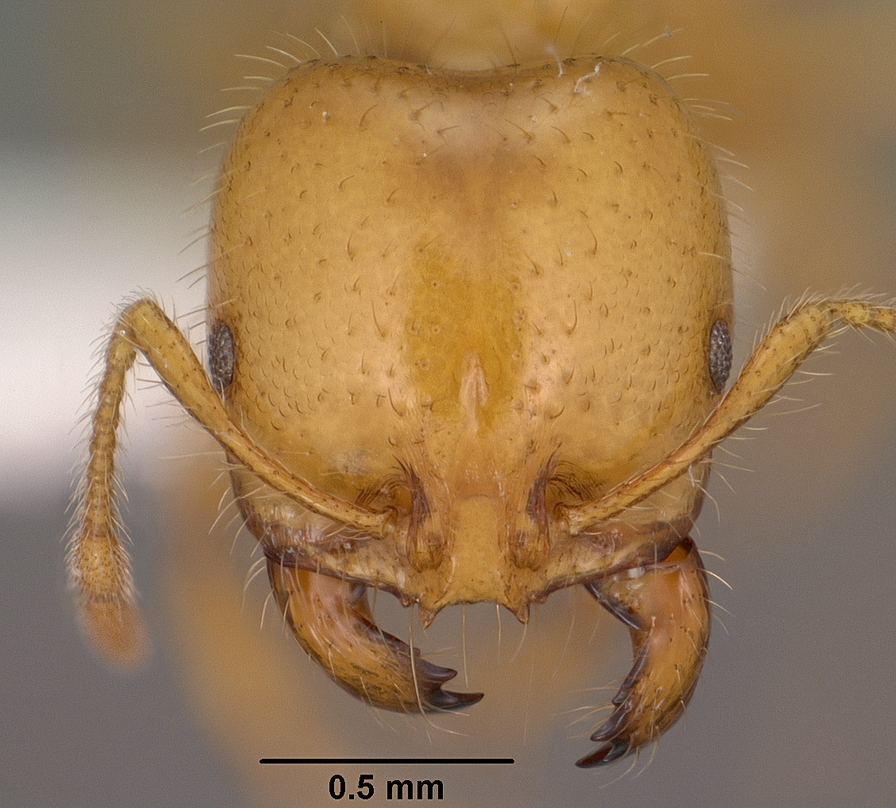